# 凡氏下銀漢魚
凡氏下銀漢魚（学名：Hypoatherina valenciennei）為輻鰭魚綱銀漢魚目銀漢魚科下銀漢魚屬的一種。

## 分布
本魚分布印度西太平洋區，包括東非、紅海、阿拉伯海、波斯灣、日本南部、越南、菲律賓、印尼、澳洲、馬來西亞、孟加拉灣、印度沿岸、新喀里多尼亞、索羅門群島和中國大陆沿海及台湾等海域。

## 深度
水深0~5公尺。

## 特徵
本魚體延長，略側扁，背部寬厚，腹部稍狹；頭小，三角形；吻鈍短；前上腭骨之末端部達眼眶前緣之下方，其前上突起長而窄，長約為眼徑之1/3~1/2，前上突起之高度大於寬度之2倍；前上腭骨之側突起低且呈三角形；下腭各側之後部明顯高聳。背鰭2枚，分離。第一背鰭位於體中央略後方之背側，具4~6硬棘，起點在腹鰭末端2~5鱗片之上方；第二背鰭居1枚硬棘棘8~10枚軟條，其起點與臀鰭第五、六軟條相對；臀鰭與第二背鰭同形，具1枚硬棘棘10~13軟條，起點在胸鰭末端之下方或以前；尾鰭分叉；肛門前位，開孔於腹鰭中部之腹緣。無側線，體背鈍櫛鱗，鱗片後緣具波紋狀鋸齒：體具6~7縱列鱗，一縱列約有43~46枚鱗片。體銀白色，背面藍綠色，體側自胸鰭基底至尾鰭基底具一銀灰色縱帶；尾鰭灰黑色，其餘各鰭淡色；吻端暗色。體長可達8公分。

## 生態
為暖水性上層小型魚類，多棲息於河口及沿岸內灣之中上層，喜群集，具趨光性。以小型浮游生物為食。

## 經濟利用
食用魚，但產量不多，也做海鳥及其他魚類之餌料。